# Vlag van Lofa

Vlag van Lofa

De vlag van Lofa, een county van Liberia, bestaat net als alle veertien andere Liberiaanse vlaggen met de nationale vlag van Liberia in het kanton. De vlag is, net als alle andere vlaggen, verleend door toenmalig president William Tubman, bij gelegenheid van zijn 70e verjaardag, op 29 november 1965.
De symboliek van de vlag is: De arm met takkebos symboliseert de eenheid door de door de wouden en over de Lofa River.